# Waldemar Slomiany

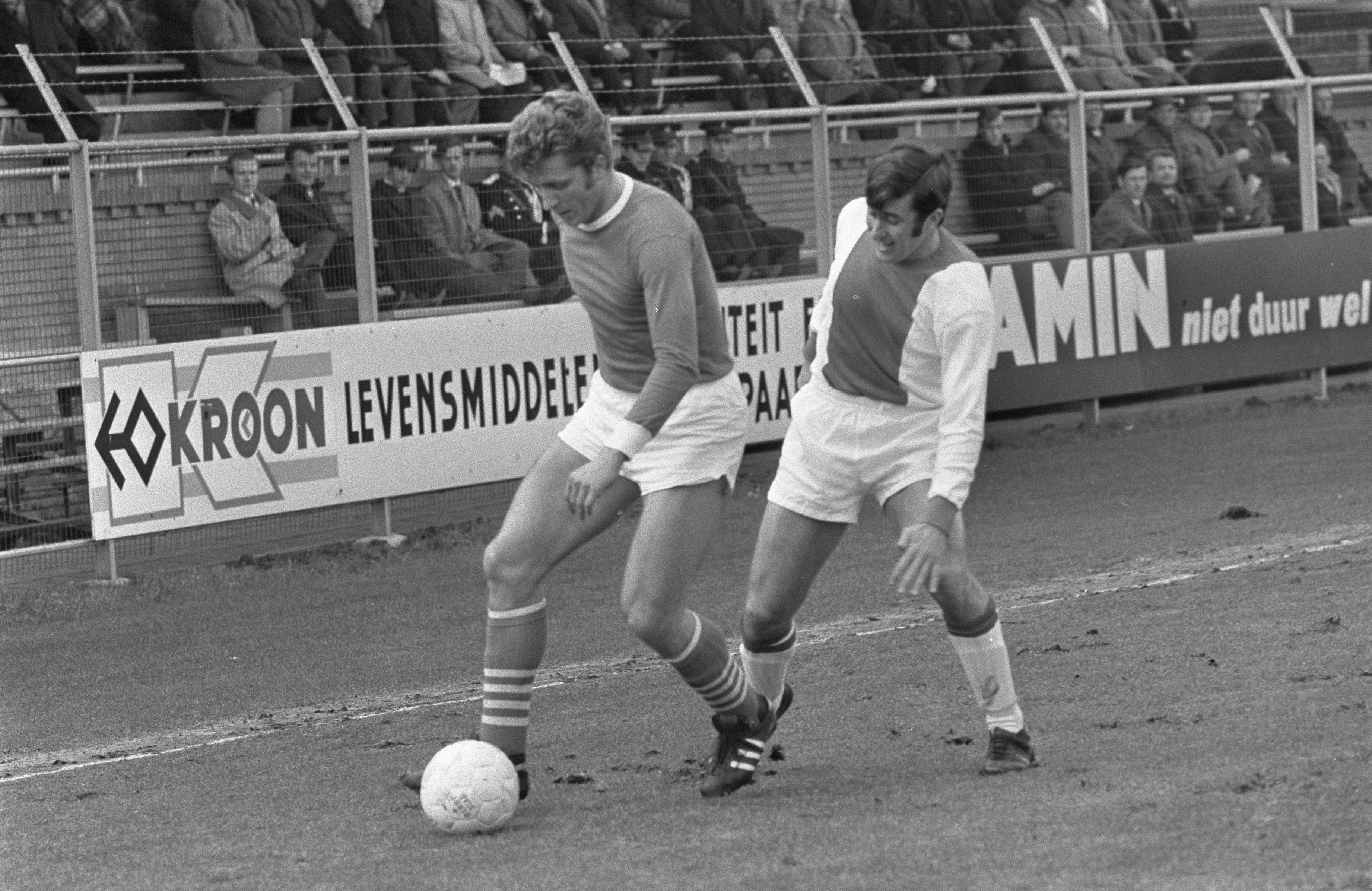
Waldemar Slomiany (links) im Duell gegen den Niederländer Sjaak Swart beim Freundschaftsspiel Ajax Amsterdam gegen den FC Schalke 04, 1969

Waldemar Slomiany (* 1. November 1943 in Ruda O.S.) ist ein ehemaliger deutscher Fußballspieler polnischer Herkunft.

## Leben und Wirken
Slomiany wuchs in Oberschlesien auf und begann seine sportliche Karriere bei Górnik Zabrze. Später siedelte er nach Deutschland über. Zwischen 1967 und 1972 spielte er für den FC Schalke 04 und Arminia Bielefeld insgesamt 98 Mal in der Bundesliga und erzielte dabei 11 Tore. Bekannt wurde Slomiany aber besonders durch die Beteiligung am Bundesliga-Skandal 1971.
Slomiany, erst zur Saison 1970/71 von Schalke nach Bielefeld gewechselt, hatte den Kontakt zu Schalker Spielern hergestellt, um den Ausgang der Partie Schalke – Bielefeld am 17. April 1971 bereits im Vorfeld festzulegen. Insgesamt übergab er 40.000 Mark von Arminia Bielefeld an Schalker Spieler, die dafür einen Sieg der Arminia sicherstellen sollten. Tatsächlich endete das Spiel dann auch mit einem 1:0-Sieg der Bielefelder. Slomiany soll im Nachhinein 130.000 Mark als Schweigegeld von Schalker Spielern erhalten haben, damit er vor Gericht nicht gegen sie aussage.
Waldemar Slomiany wurde in den Verhandlungen des Bundesliga-Skandals vom 8. April 1972 bis zum 31. Juli 1974 gesperrt.